# Maja Ingold

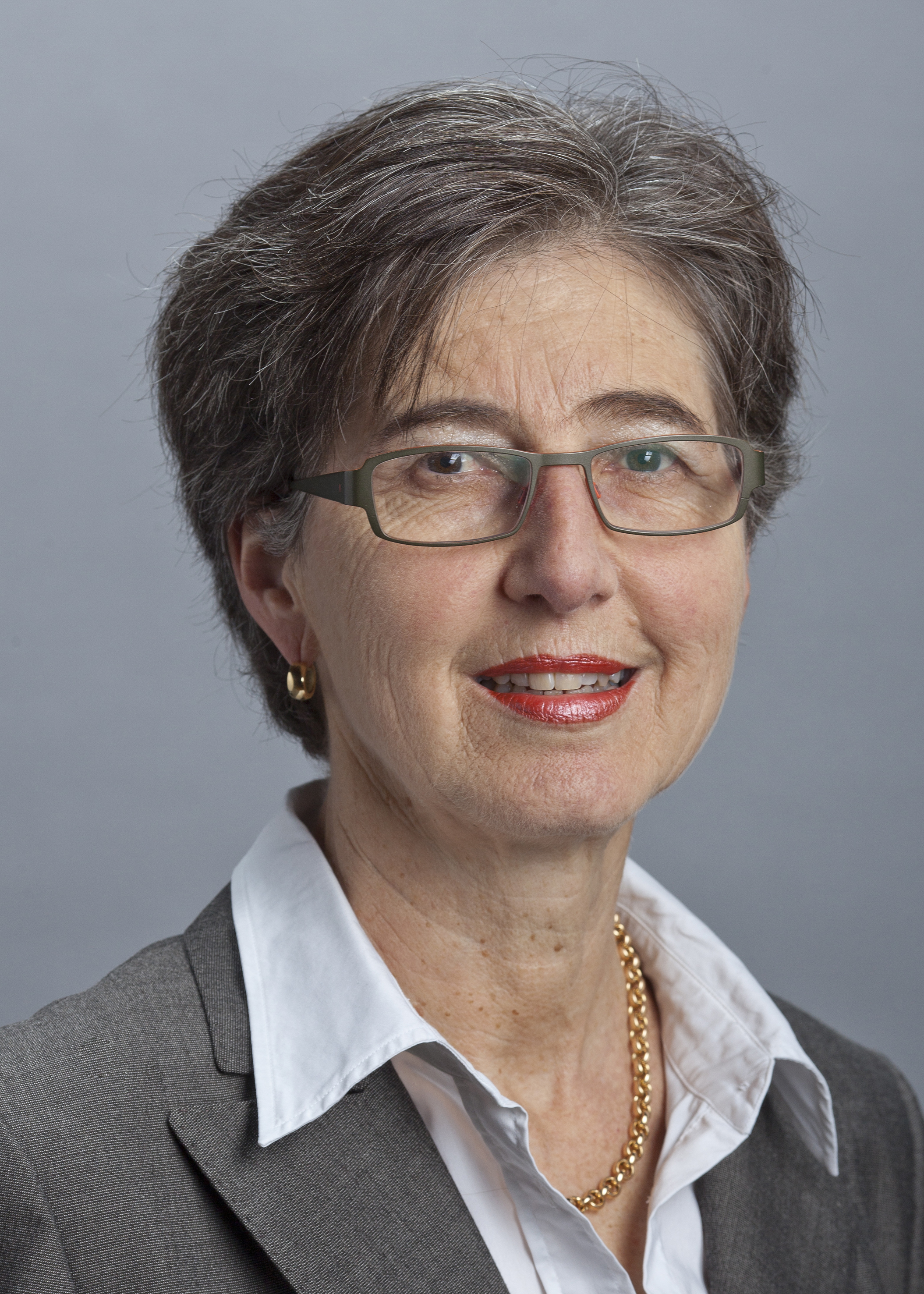
Maja Ingold (2011)

Maja Ingold (* 23. Mai 1948 in Winterthur) ist eine Schweizer Politikerin (EVP).

## Leben
Ingold sass von Januar 1997 bis April 2002 im Gemeinderat von Winterthur. Parallel dazu gehörte sie von 2000 bis 2002 dem Verfassungsrat des Kantons Zürich an. Von Mai 2002 bis Mai 2010 war sie Stadträtin in Winterthur und stand dem Departement Soziales vor.  
Ende Mai 2010 übernahm sie den Nationalratssitz des zurückgetretenen Parteikollegen Ruedi Aeschbacher. Bei den Wahlen 2011 und 2015 wurde sie wiedergewählt. Als Nationalrätin gehörte sie der Rechts- und der Geschäftsprüfungskommission an. Im Parlament beschäftigte sie sich hauptsächlich mit Rechts-, Sozial- und Umweltpolitischen Fragen. Die Schwerpunkte ihrer Vorstösse lagen bei der Integration von behinderten Personen in den Arbeitsmarkt.
Sie ist im November 2017 zurückgetreten. Ihren Sitz übernahm Nik Gugger.
Ingold ist verheiratet und hat drei Kinder.